# Copa América 2024
De Copa América 2024 was de 48ste editie van de Copa América, het internationale mannenvoetbaltoernooi georganiseerd door de Zuid-Amerikaanse voetbalbond CONMEBOL. De Verenigde Staten was gastland. Argentinië was titelverdediger en prolongeerde haar titel.

## Gastland
Ecuador zou de Copa América 2024 moeten organiseren, vanwege de gastlandvolgorde van de CONMEBOL. Desondanks heeft de voorzitter van de CONMEBOL, Alejandro Domínguez, gezegd dat Ecuador weliswaar was genomineerd, maar nog niet als gastland was aangewezen. Peru had ook interesse getoond om het toernooi te organiseren. De Copa América stond oorspronkelijk gepland voor 2023, maar is verzet naar 2024 om samen te vallen met het Europees kampioenschap voetbal van 2024.
Uiteindelijk werden de Verenigde Staten in januari 2023 gekozen als gastland.

## Deelnemers
| CONMEBOL (10 landen)                                                                                   | CONCACAF (6 landen) |
| --- | --- |
| - Argentinië - Bolivia - Brazilië - Chili - Colombia - Ecuador - Paraguay - Peru - Uruguay - Venezuela | - Jamaica (halvefinalist) - Mexico (halvefinalist) - Verenigde Staten (halvefinalist) - Panama (halvefinalist) - Canada (play-off winnaars) - Costa Rica (play-off winnaars) |

## Groepsfase

### Groep A
| Pos | Team       | Wed | W | G | V | Ptn | DV | DT | +/− | Kwalificatie          |
| --- | ---------- | --- | - | - | - | --- | -- | -- | --- | --------------------- |
| 1   | Argentinië | 3   | 3 | 0 | 0 | 9   | 5  | 0  | +5  | Naar de knock-outfase |
| 2   | Canada     | 3   | 1 | 1 | 1 | 4   | 1  | 2  | −1  | Naar de knock-outfase |
| 3   | Chili      | 3   | 0 | 2 | 1 | 2   | 0  | 1  | −1  |                       |
| 4   | Peru       | 3   | 0 | 1 | 2 | 1   | 0  | 3  | −3  |                       |

|                                               |                              |         |        |                                                                                      |
| 20 juni 2024 «onderlinge duels» 20:00 (UTC−4) | Argentinië                   | 2 – 0   | Canada | Mercedes-Benz Stadium, Atlanta Toeschouwers: 70.564 Scheidsrechter: Jesús Valenzuela |
| 20 juni 2024 «onderlinge duels» 20:00 (UTC−4) | Álvarez 49' La. Martínez 88' | Verslag |        | Mercedes-Benz Stadium, Atlanta Toeschouwers: 70.564 Scheidsrechter: Jesús Valenzuela |

|                                               |         |       |       |                                                                                     |
| 21 juni 2024 «onderlinge duels» 19:00 (UTC−5) | Peru    | 0 – 0 | Chili | AT&T Stadium, Arlington Toeschouwers: 43.030 Scheidsrechter: Wilton Pereira Sampaio |
| 21 juni 2024 «onderlinge duels» 19:00 (UTC−5) | Verslag |       |       | AT&T Stadium, Arlington Toeschouwers: 43.030 Scheidsrechter: Wilton Pereira Sampaio |

|                                               |            |         |           |                                                                                       |
| 25 juni 2024 «onderlinge duels» 17:00 (UTC−5) | Peru       | 0 – 1   | Canada    | Children's Mercy Park, Kansas City Toeschouwers: 15.625 Scheidsrechter: Mario Escobar |
| 25 juni 2024 «onderlinge duels» 17:00 (UTC−5) | Araujo 59' | Verslag | 74' David | Children's Mercy Park, Kansas City Toeschouwers: 15.625 Scheidsrechter: Mario Escobar |

|                                               |       |         |                  |                                                                                      |
| 25 juni 2024 «onderlinge duels» 21:00 (UTC−4) | Chili | 0 – 1   | Argentinië       | MetLife Stadium, East Rutherford Toeschouwers: 81.106 Scheidsrechter: Andrés Matonte |
| 25 juni 2024 «onderlinge duels» 21:00 (UTC−4) |       | Verslag | 88' La. Martínez | MetLife Stadium, East Rutherford Toeschouwers: 81.106 Scheidsrechter: Andrés Matonte |

|                                               |                       |         |      |                                                                                          |
| 29 juni 2024 «onderlinge duels» 20:00 (UTC−4) | Argentinië            | 2 – 0   | Peru | Hard Rock Stadium, Miami Gardens Toeschouwers: 64.972 Scheidsrechter: César Arturo Ramos |
| 29 juni 2024 «onderlinge duels» 20:00 (UTC−4) | La. Martínez 47', 86' | Verslag |      | Hard Rock Stadium, Miami Gardens Toeschouwers: 64.972 Scheidsrechter: César Arturo Ramos |

|                                               |        |         |                |                                                                              |
| 29 juni 2024 «onderlinge duels» 20:00 (UTC−4) | Canada | 0 – 0   | Chili          | Inter&Co Stadium, Orlando Toeschouwers: 24.481 Scheidsrechter: Wilmar Roldán |
| 29 juni 2024 «onderlinge duels» 20:00 (UTC−4) |        | Verslag | 12', 27' Suazo | Inter&Co Stadium, Orlando Toeschouwers: 24.481 Scheidsrechter: Wilmar Roldán |

### Groep B
| Pos | Team      | Wed | W | G | V | Ptn | DV | DT | +/− | Kwalificatie          |
| --- | --------- | --- | - | - | - | --- | -- | -- | --- | --------------------- |
| 1   | Venezuela | 3   | 3 | 0 | 0 | 9   | 6  | 1  | +5  | Naar de knock-outfase |
| 2   | Ecuador   | 3   | 1 | 1 | 1 | 4   | 4  | 3  | +1  | Naar de knock-outfase |
| 3   | Mexico    | 3   | 1 | 1 | 1 | 4   | 1  | 1  | 0   |                       |
| 4   | Jamaica   | 3   | 0 | 0 | 3 | 0   | 1  | 7  | −6  |                       |

|                                               |                               |         |                     |                                                                                |
| 22 juni 2024 «onderlinge duels» 15:00 (UTC−7) | Ecuador                       | 1 – 2   | Venezuela           | Levi's Stadium, Santa Clara Toeschouwers: 29.864 Scheidsrechter: Wilmar Roldán |
| 22 juni 2024 «onderlinge duels» 15:00 (UTC−7) | E. Valencia 22' Sarmiento 40' | Verslag | 64' Cadíz 74' Bello | Levi's Stadium, Santa Clara Toeschouwers: 29.864 Scheidsrechter: Wilmar Roldán |

|                                               |             |         |         |                                                                         |
| 22 juni 2024 «onderlinge duels» 20:00 (UTC−5) | Mexico      | 1 – 0   | Jamaica | NRG Stadium, Houston Toeschouwers: 53.763 Scheidsrechter: Ismail Elfath |
| 22 juni 2024 «onderlinge duels» 20:00 (UTC−5) | Arteaga 69' | Verslag |         | NRG Stadium, Houston Toeschouwers: 53.763 Scheidsrechter: Ismail Elfath |

|                                               |                                                 |         |             |                                                                                 |
| 26 juni 2024 «onderlinge duels» 15:00 (UTC−7) | Ecuador                                         | 3 – 1   | Jamaica     | Allegiant Stadium, Paradise Toeschouwers: 24.074 Scheidsrechter: Cristián Garay |
| 26 juni 2024 «onderlinge duels» 15:00 (UTC−7) | Palmer 13' (e.d.) Páez 45+4' (pen.) Minda 90+1' | Verslag | 54' Antonio | Allegiant Stadium, Paradise Toeschouwers: 24.074 Scheidsrechter: Cristián Garay |

|                                               |                   |         |        |                                                                            |
| 26 juni 2024 «onderlinge duels» 18:00 (UTC−7) | Venezuela         | 1 – 0   | Mexico | SoFi Stadium, Inglewood Toeschouwers: 72.773 Scheidsrechter: Raphael Claus |
| 26 juni 2024 «onderlinge duels» 18:00 (UTC−7) | Rondón 57' (pen.) | Verslag |        | SoFi Stadium, Inglewood Toeschouwers: 72.773 Scheidsrechter: Raphael Claus |

|                                               |         |       |         |                                                                                 |
| 30 juni 2024 «onderlinge duels» 17:00 (UTC−7) | Mexico  | 0 – 0 | Ecuador | State Farm Stadium, Glendale Toeschouwers: 62.565 Scheidsrechter: Mario Escobar |
| 30 juni 2024 «onderlinge duels» 17:00 (UTC−7) | Verslag |       |         | State Farm Stadium, Glendale Toeschouwers: 62.565 Scheidsrechter: Mario Escobar |

|                                               |         |         |                                  |                                                                          |
| 30 juni 2024 «onderlinge duels» 19:00 (UTC−5) | Jamaica | 0 – 3   | Venezuela                        | Q2 Stadium, Austin Toeschouwers: 20.240 Scheidsrechter: Maurizio Mariani |
| 30 juni 2024 «onderlinge duels» 19:00 (UTC−5) |         | Verslag | 49' Bello 56' Rondón 85' Ramírez | Q2 Stadium, Austin Toeschouwers: 20.240 Scheidsrechter: Maurizio Mariani |

### Groep C
| Pos | Team                 | Wed | W | G | V | Ptn | DV | DT | +/− | Kwalificatie          |
| --- | -------------------- | --- | - | - | - | --- | -- | -- | --- | --------------------- |
| 1   | Uruguay              | 3   | 3 | 0 | 0 | 9   | 9  | 1  | +8  | Naar de knock-outfase |
| 2   | Panama               | 3   | 2 | 0 | 1 | 6   | 6  | 5  | +1  | Naar de knock-outfase |
| 3   | Verenigde Staten (G) | 3   | 1 | 0 | 2 | 3   | 3  | 3  | 0   |                       |
| 4   | Bolivia              | 3   | 0 | 0 | 3 | 0   | 1  | 10 | −9  |                       |

|                                               |                        |         |         |                                                                               |
| 23 juni 2024 «onderlinge duels» 17:00 (UTC−5) | Verenigde Staten       | 2 – 0   | Bolivia | AT&T Stadium, Arlington Toeschouwers: 47.873 Scheidsrechter: Maurizio Mariani |
| 23 juni 2024 «onderlinge duels» 17:00 (UTC−5) | Pulisic 3' Balogun 44' | Verslag |         | AT&T Stadium, Arlington Toeschouwers: 47.873 Scheidsrechter: Maurizio Mariani |

|                                               |                                    |         |               |                                                                                  |
| 23 juni 2024 «onderlinge duels» 21:00 (UTC−4) | Uruguay                            | 3 – 1   | Panama        | Hard Rock Stadium, Miami Gardens Toeschouwers: 33.425 Scheidsrechter: Piero Maza |
| 23 juni 2024 «onderlinge duels» 21:00 (UTC−4) | M. Araújo 16' Núñez 85' Viña 90+1' | Verslag | 90+5' Murillo | Hard Rock Stadium, Miami Gardens Toeschouwers: 33.425 Scheidsrechter: Piero Maza |

|                                               |                                           |         |                      |                                                                                 |
| 27 juni 2024 «onderlinge duels» 18:00 (UTC−4) | Panama                                    | 2 – 1   | Verenigde Staten     | Mercedes-Benz Stadium, Atlanta Toeschouwers: 59.145 Scheidsrechter: Iván Barton |
| 27 juni 2024 «onderlinge duels» 18:00 (UTC−4) | Blackman 26' Fajardo 83' Carrasquilla 88' | Verslag | 18' Weah 22' Balogun | Mercedes-Benz Stadium, Atlanta Toeschouwers: 59.145 Scheidsrechter: Iván Barton |

|                                               |                                                                |         |         |                                                                                    |
| 27 juni 2024 «onderlinge duels» 21:00 (UTC−4) | Uruguay                                                        | 5 – 0   | Bolivia | MetLife Stadium, East Rutherford Toeschouwers: 48.033 Scheidsrechter: Juan Benítez |
| 27 juni 2024 «onderlinge duels» 21:00 (UTC−4) | Pellistri 8' Núñez 21' M. Araújo 77' Valverde 81' Betancur 89' | Verslag |         | MetLife Stadium, East Rutherford Toeschouwers: 48.033 Scheidsrechter: Juan Benítez |

|                                              |                  |         |             |                                                                                  |
| 1 juli 2024 «onderlinge duels» 20:00 (UTC−5) | Verenigde Staten | 0 – 1   | Uruguay     | Arrowhead Stadium, Kansas City Toeschouwers: 55.460 Scheidsrechter: Kevin Ortega |
| 1 juli 2024 «onderlinge duels» 20:00 (UTC−5) |                  | Verslag | 66' Olivera | Arrowhead Stadium, Kansas City Toeschouwers: 55.460 Scheidsrechter: Kevin Ortega |

|                                              |             |         |                                      |                                                                            |
| 1 juli 2024 «onderlinge duels» 21:00 (UTC−4) | Bolivia     | 1 – 3   | Panama                               | Inter&Co Stadium, Orlando Toeschouwers: 16.129 Scheidsrechter: Edina Alves |
| 1 juli 2024 «onderlinge duels» 21:00 (UTC−4) | Miranda 69' | Verslag | 22' Fajardo 79' Guerrero 90+1' Yanis | Inter&Co Stadium, Orlando Toeschouwers: 16.129 Scheidsrechter: Edina Alves |

### Groep D
| Pos | Team       | Wed | W | G | V | Ptn | DV | DT | +/− | Kwalificatie          |
| --- | ---------- | --- | - | - | - | --- | -- | -- | --- | --------------------- |
| 1   | Colombia   | 3   | 2 | 1 | 0 | 7   | 6  | 2  | +4  | Naar de knock-outfase |
| 2   | Brazilië   | 3   | 1 | 2 | 0 | 5   | 5  | 2  | +3  | Naar de knock-outfase |
| 3   | Costa Rica | 3   | 1 | 1 | 1 | 4   | 2  | 4  | −2  |                       |
| 4   | Paraguay   | 3   | 0 | 0 | 3 | 0   | 3  | 8  | −5  |                       |

|                                               |                     |         |            |                                                                         |
| 24 juni 2024 «onderlinge duels» 17:00 (UTC−5) | Colombia            | 2 – 1   | Paraguay   | NRG Stadium, Houston Toeschouwers: 67.059 Scheidsrechter: Dario Herrera |
| 24 juni 2024 «onderlinge duels» 17:00 (UTC−5) | Muñoz 32' Lerma 42' | Verslag | 69' Enciso | NRG Stadium, Houston Toeschouwers: 67.059 Scheidsrechter: Dario Herrera |

|                                               |          |       |            |                                                                                 |
| 24 juni 2024 «onderlinge duels» 18:00 (UTC−7) | Brazilië | 0 – 0 | Costa Rica | SoFi Stadium, Inglewood Toeschouwers: 67.158 Scheidsrechter: César Arturo Ramos |
| 24 juni 2024 «onderlinge duels» 18:00 (UTC−7) | Verslag  |       |            | SoFi Stadium, Inglewood Toeschouwers: 67.158 Scheidsrechter: César Arturo Ramos |

|                                               |                                         |         |            |                                                                                  |
| 28 juni 2024 «onderlinge duels» 15:00 (UTC−7) | Colombia                                | 3 – 0   | Costa Rica | State Farm Stadium, Glendale Toeschouwers: 27.386 Scheidsrechter: Gustavo Tejera |
| 28 juni 2024 «onderlinge duels» 15:00 (UTC−7) | Díaz 31' (pen.) Sánchez 59' Córdoba 62' | Verslag |            | State Farm Stadium, Glendale Toeschouwers: 27.386 Scheidsrechter: Gustavo Tejera |

|                                               |                        |         |                                                         |                                                                             |
| 28 juni 2024 «onderlinge duels» 18:00 (UTC−7) | Paraguay               | 1 – 4   | Brazilië                                                | Allegiant Stadium, Paradise Toeschouwers: 46.939 Scheidsrechter: Piero Maza |
| 28 juni 2024 «onderlinge duels» 18:00 (UTC−7) | Alderete 48' Cubas 81' | Verslag | 35', 45+5' Vinícius Júnior 43' Sávio 65' (pen.) Paquetá | Allegiant Stadium, Paradise Toeschouwers: 46.939 Scheidsrechter: Piero Maza |

|                                              |              |         |             |                                                                                   |
| 2 juli 2024 «onderlinge duels» 18:00 (UTC−7) | Brazilië     | 1 – 1   | Colombia    | Levi's Stadium, Santa Clara Toeschouwers: 70.971 Scheidsrechter: Jesús Valenzuela |
| 2 juli 2024 «onderlinge duels» 18:00 (UTC−7) | Raphinha 12' | Verslag | 45+2' Muñoz | Levi's Stadium, Santa Clara Toeschouwers: 70.971 Scheidsrechter: Jesús Valenzuela |

|                                              |                     |         |          |                                                                     |
| 2 juli 2024 «onderlinge duels» 20:00 (UTC−5) | Costa Rica          | 2 – 1   | Paraguay | Q2 Stadium, Austin Toeschouwers: 12.765 Scheidsrechter: Yael Falcón |
| 2 juli 2024 «onderlinge duels» 20:00 (UTC−5) | Calvo 3' Alcócer 7' | Verslag | 55' Sosa | Q2 Stadium, Austin Toeschouwers: 12.765 Scheidsrechter: Yael Falcón |

## Knock-outfase
|  | Kwartfinales                | Kwartfinales                      |                                   |       | Halve finales | Halve finales |  |  | Finale | Finale |
|  |                             |                                   |                                   |       |               |               |  |  |        |        |
|  | 4 juli – NRG Stadium        |                                   |                                   |       |               |               |  |  |        |        |
|  |                             |                                   |                                   |       |               |               |  |  |        |        |
|  | Argentinië (w.n.s.)         | 1 (4)                             |                                   |       |               |               |  |  |        |        |
|  | Argentinië (w.n.s.)         | 1 (4)                             | 9 juli – MetLife Stadium          |       |               |               |  |  |        |        |
|  | Ecuador                     | 1 (2)                             |                                   |       |               |               |  |  |        |        |
|  | Ecuador                     | 1 (2)                             | Argentinië                        | 2     |               |               |  |  |        |        |
|  | 5 juli – AT&T Stadium       |                                   | Argentinië                        | 2     |               |               |  |  |        |        |
|  |                             | Canada                            | 0                                 |       |               |               |  |  |        |        |
|  | Venezuela                   | Canada                            | 0                                 | 1 (3) |               |               |  |  |        |        |
|  | Venezuela                   |                                   | 14 juli – Hard Rock Stadium       | 1 (3) |               |               |  |  |        |        |
|  | Canada (w.n.s.)             | 1 (4)                             |                                   |       |               |               |  |  |        |        |
|  | Canada (w.n.s.)             | 1 (4)                             | Argentinië                        | 1     |               |               |  |  |        |        |
|  | 6 juli – Allegiant Stadium  |                                   | Argentinië                        | 1     |               |               |  |  |        |        |
|  |                             | Colombia                          | 0                                 |       |               |               |  |  |        |        |
|  | Uruguay (w.n.s.)            | Colombia                          | 0                                 | 0 (4) |               |               |  |  |        |        |
|  | Uruguay (w.n.s.)            | 10 juli – Bank of America Stadium |                                   | 0 (4) |               |               |  |  |        |        |
|  | Brazilië                    | 0 (2)                             |                                   |       |               |               |  |  |        |        |
|  | Brazilië                    | 0 (2)                             | Uruguay                           | 0     |               |               |  |  |        |        |
|  | 6 juli – State Farm Stadium |                                   | Uruguay                           | 0     |               |               |  |  |        |        |
|  |                             | Colombia                          | 1                                 |       | Troostfinale  | Troostfinale  |  |  |        |        |
|  | Colombia                    | Colombia                          | 1                                 | 5     | Troostfinale  | Troostfinale  |  |  |        |        |
|  | Colombia                    |                                   | 13 juli – Bank of America Stadium | 5     |               |               |  |  |        |        |
|  | Panama                      | 0                                 |                                   |       |               |               |  |  |        |        |
|  | Panama                      | 0                                 | Canada                            | 2 (3) |               |               |  |  |        |        |
|  |                             |                                   |                                   |       |               |               |  |  |        |        |
|  | Uruguay                     | 2 (4)                             |                                   |       |               |               |  |  |        |        |
|  | Uruguay                     | 2 (4)                             |                                   |       |               |               |  |  |        |        |

### Kwartfinales
|                                              |                                             |              |                              |                                                                          |
| 4 juli 2024 «onderlinge duels» 20:00 (UTC−5) | Argentinië                                  | 1 – 1 (n.v.) | Ecuador                      | NRG Stadium, Houston Toeschouwers: 69.456 Scheidsrechter: Andrés Matonte |
| 4 juli 2024 «onderlinge duels» 20:00 (UTC−5) | Li. Martínez 35'                            | Verslag      | 90+2' Rodríguez              | NRG Stadium, Houston Toeschouwers: 69.456 Scheidsrechter: Andrés Matonte |
| 4 juli 2024 «onderlinge duels» 20:00 (UTC−5) | Strafschoppen                               |              |                              | NRG Stadium, Houston Toeschouwers: 69.456 Scheidsrechter: Andrés Matonte |
| 4 juli 2024 «onderlinge duels» 20:00 (UTC−5) | Messi Álvarez Mac Allister Montiel Otamendi | 4 – 2        | Mena Minda Yeboah J. Caicedo | NRG Stadium, Houston Toeschouwers: 69.456 Scheidsrechter: Andrés Matonte |

|                                              |                                            |              |                                            |                                                                                     |
| 5 juli 2024 «onderlinge duels» 20:00 (UTC−5) | Venezuela                                  | 1 – 1 (n.v.) | Canada                                     | AT&T Stadium, Arlington Toeschouwers: 51.080 Scheidsrechter: Wilton Pereira Sampaio |
| 5 juli 2024 «onderlinge duels» 20:00 (UTC−5) | Rondón 65'                                 | Verslag      | 13' Shaffelburg                            | AT&T Stadium, Arlington Toeschouwers: 51.080 Scheidsrechter: Wilton Pereira Sampaio |
| 5 juli 2024 «onderlinge duels» 20:00 (UTC−5) | Strafschoppen                              |              |                                            | AT&T Stadium, Arlington Toeschouwers: 51.080 Scheidsrechter: Wilton Pereira Sampaio |
| 5 juli 2024 «onderlinge duels» 20:00 (UTC−5) | Rondón Herrera Rincón Savarino Cádiz Ángel | 3 – 4        | David Millar Bombito Eustáquio Davies Koné | AT&T Stadium, Arlington Toeschouwers: 51.080 Scheidsrechter: Wilton Pereira Sampaio |

|                                              |                                                                         |         |        |                                                                                    |
| 6 juli 2024 «onderlinge duels» 15:00 (UTC−7) | Colombia                                                                | 5 – 0   | Panama | State Farm Stadium, Glendale Toeschouwers: 39.740 Scheidsrechter: Maurizio Mariani |
| 6 juli 2024 «onderlinge duels» 15:00 (UTC−7) | Córdoba 8' J. Rodríguez 15' (pen.) Díaz 41' Ríos 70' Borja 90+4' (pen.) | Verslag |        | State Farm Stadium, Glendale Toeschouwers: 39.740 Scheidsrechter: Maurizio Mariani |

|                                              |                                                 |              |                                         |                                                                                |
| 6 juli 2024 «onderlinge duels» 18:00 (UTC−7) | Uruguay                                         | 0 – 0 (n.v.) | Brazilië                                | Allegiant Stadium, Paradise Toeschouwers: 55.770 Scheidsrechter: Darío Herrera |
| 6 juli 2024 «onderlinge duels» 18:00 (UTC−7) | Nández 74'                                      | Verslag      |                                         | Allegiant Stadium, Paradise Toeschouwers: 55.770 Scheidsrechter: Darío Herrera |
| 6 juli 2024 «onderlinge duels» 18:00 (UTC−7) | Strafschoppen                                   |              |                                         | Allegiant Stadium, Paradise Toeschouwers: 55.770 Scheidsrechter: Darío Herrera |
| 6 juli 2024 «onderlinge duels» 18:00 (UTC−7) | Valverde Bentancur De Arrascaeta Giménez Ugarte | 4 – 2        | Militão Pereira Douglas Luiz Martinelli | Allegiant Stadium, Paradise Toeschouwers: 55.770 Scheidsrechter: Darío Herrera |

### Halve finales
|                                              |                       |         |        |                                                                                  |
| 9 juli 2024 «onderlinge duels» 20:00 (UTC−4) | Argentinië            | 2 – 0   | Canada | MetLife Stadium, East Rutherford Toeschouwers: 80.102 Scheidsrechter: Piero Maza |
| 9 juli 2024 «onderlinge duels» 20:00 (UTC−4) | Álvarez 22' Messi 51' | Verslag |        | MetLife Stadium, East Rutherford Toeschouwers: 80.102 Scheidsrechter: Piero Maza |

|                                               |         |         |                            |                                                                                            |
| 10 juli 2024 «onderlinge duels» 20:00 (UTC−4) | Uruguay | 0 – 1   | Colombia                   | Bank of America Stadium, Charlotte Toeschouwers: 70.644 Scheidsrechter: César Arturo Ramos |
| 10 juli 2024 «onderlinge duels» 20:00 (UTC−4) |         | Verslag | 39' Lerma 31', 45+1' Muñoz | Bank of America Stadium, Charlotte Toeschouwers: 70.644 Scheidsrechter: César Arturo Ramos |

### Troostfinale
|                                               |                                     |         |                                         |                                                                                        |
| 13 juli 2024 «onderlinge duels» 20:00 (UTC−4) | Canada                              | 2 – 2   | Uruguay                                 | Bank of America Stadium, Charlotte Toeschouwers: 24.386 Scheidsrechter: Alexis Herrera |
| 13 juli 2024 «onderlinge duels» 20:00 (UTC−4) | Koné 22' David 80'                  | Verslag | 8' Bentancur 90+2' Suárez               | Bank of America Stadium, Charlotte Toeschouwers: 24.386 Scheidsrechter: Alexis Herrera |
| 13 juli 2024 «onderlinge duels» 20:00 (UTC−4) | Strafschoppen                       |         |                                         | Bank of America Stadium, Charlotte Toeschouwers: 24.386 Scheidsrechter: Alexis Herrera |
| 13 juli 2024 «onderlinge duels» 20:00 (UTC−4) | David Bombito Koné Choinière Davies | 3 – 4   | Valverde Bentancur De Arrascaeta Suárez | Bank of America Stadium, Charlotte Toeschouwers: 24.386 Scheidsrechter: Alexis Herrera |

### Finale
|                                               |                   |              |          |                                                                                     |
| 14 juli 2024 «onderlinge duels» 20:00 (UTC−4) | Argentinië        | 1 – 0 (n.v.) | Colombia | Hard Rock Stadium, Miami Gardens Toeschouwers: 65.300 Scheidsrechter: Raphael Claus |
| 14 juli 2024 «onderlinge duels» 20:00 (UTC−4) | La. Martínez 112' | Verslag      |          | Hard Rock Stadium, Miami Gardens Toeschouwers: 65.300 Scheidsrechter: Raphael Claus |

| Copa América 2024     |
| --------------------- |
| ARGENTINIË 16de titel |

## Statistieken

### Doelpuntenmakers
5 doelpunten
- Lautaro Martínez

3 doelpunten
- José Salomón Rondón

2 doelpunten
- Julián Álvarez
- Vinícius Júnior
- Jonathan David
- Jhon Córdoba
- Luis Fernando Díaz
- Jefferson Lerma
- Daniel Muñoz Mejía
- José Fajardo
- Maximiliano Araújo
- Rodrigo Bentancur
- Darwin Núñez
- Eduard Bello
- Folarin Balogun

1 doelpunt
- Lisandro Martínez
- Lionel Messi
- Bruno Miranda
- Lucas Paquetá
- Raphinha
- Sávio
- Ismaël Koné
- Jacob Shaffelburg
- Miguel Borja
- Richard Ríos
- James Rodríguez
- Davinson Sánchez
- Josimar Alcócer
- Francisco Calvo
- Alan Minda
- Kendry Páez
- Kevin Rodríguez
- Jeremy Sarmiento
- Michail Antonio
- Gerardo Arteaga
- César Blackman
- Eduardo Guerrero
- Michael Murillo
- César Yanis
- Omar Alderete
- Julio Enciso
- Ramón Sosa
- Jhonder Cádiz
- Eric Ramírez
- Mathías Olivera
- Facundo Pellistri
- Luis Suárez
- Federico Valverde
- Matías Viña
- Christian Pulisic

Eigen doelpunt
- Kasey Palmer (tegen Ecuador)

### Disciplinaire straffen
Een speler is automatisch geschorst voor de volgende wedstrijd bij onderstaande overtredingen:
- Het krijgen van een rode kaart. Eventueel kan de schorsing verlengd worden bij ernstige overtredingen.
- Het krijgen van een gele kaart in twee verschillende wedstrijden. Na afloop van de kwartfinales vervallen de gele kaarten. Schorsingen na gele kaarten worden niet overgedragen naar overige toekomstige interlandwedstrijden.

Tijdens het eindtoernooi hebben onderstaande spelers een schorsing gekregen:
| Speler                 | Overtreding(en) | Schorsing(en)                                            |
| ---------------------- | --- | -------------------------------------------------------- |
| Enner Valencia         | in Groep B tegen Venezuela (speelronde 1, op 22 juni 2024)                                                          | Groep B tegen Jamaica (speelronde 2, op 26 juni 2024)    |
| Miguel Araujo          | in Groep A tegen Canada (speelronde 2, op 25 juni 2024)                                                             | Groep A tegen Argentinië (speelronde 3, op 29 juni 2024) |
| Timothy Weah           | in Groep C tegen Panama (speelronde 2, op 27 juni 2024)                                                             | Groep C tegen Uruguay (speelronde 3, op 1 juli 2024)     |
| Adalberto Carrasquilla | in Groep C tegen Verenigde Staten (speelronde 2, op 27 juni 2024)                                                   | Groep C tegen Bolivia (speelronde 3, op 1 juli 2024)     |
| Manfred Ugalde         | in Groep D tegen Brazilië (speelronde 1, op 24 juni 2024) in Groep D tegen Colombia (speelronde 2, op 28 juni 2024) | Groep D tegen Paraguay (speelronde 3, op 2 juli 2024)    |
| Andrés Cubas           | in Groep D tegen Brazilië (speelronde 2, op 28 juni 2024)                                                           | Groep D tegen Costa Rica (speelronde 3, op 2 juli 2024)  |
| Gabriel Suazo          | in Groep A tegen Canada (speelronde 3, op 29 juni 2024)                                                             | Schorsing buiten het toernooi uitgezeten.                |
| Darwin Machís          | in Groep B tegen Ecuador (speelronde 1, op 22 juni 2024) in Groep B tegen Jamaica (speelronde 3, op 30 juni 2024)   | Kwartfinale tegen Canada (op 5 juli 2024)                |
| Vinícius Júnior        | in Groep D tegen Paraguay (speelronde 2, op 28 juni 2024) in Groep D tegen Colombia (speelronde 3, op 2 juli 2024)  | Kwartfinale tegen Uruguay (op 6 juli 2024)               |
| Jefferson Lerma        | in Groep D tegen Paraguay (speelronde 1, op 24 juni 2024) in Groep D tegen Brazilië (speelronde 3, op 2 juli 2024)  | Kwartfinale tegen Panama (op 6 juli 2024)                |
| Nahitan Nández         | in de Kwartfinale tegen Brazilië (op 6 juli 2024)                                                                   | Halve finale tegen Colombia (op 10 juli 2024)            |
| Daniel Muñoz Mejía     | in Halve finale tegen Uruguay (op 10 juli 2024)                                                                     | Finale tegen Argentinië (op 14 juli 2024)                |